# Miwa Yanagi
Miwa Yanagi (jap. やなぎ みわ, Yanagi Miwa; * 1967 in Kōbe) ist eine japanische Künstlerin, die digital bearbeitete Fotografien herstellt.
Inhaltlich setzt sich Yanagi in ihren Kunstwerken mit soziologischen Aspekten der modernen Lebensweise des zeitgenössischen Japans auseinander, insbesondere mit der Uniformität, Anonymität und Austauschbarkeit der Individuen in der Öffentlichkeit und mit dem standardisierten Rollenverhalten der japanischen Frau.
Aufnahmen realer Personen, die in verfremdete und synthetisch hergestellte, digital bearbeitete, teilweise fantastische Landschaften und Innenräume gefügt sind, werden zu Fotoserien oder manchmal auch monumentalen Bildkompositionen verarbeitet.

## Fotoserien
- My Grandmothers (ab 1999)
- Elevator Girls (ab 1993)